# یواس‌اس پارگو (اس اس‌ان-۶۵۰)
یواس‌اس پارگو (اس اس‌ان-۶۵۰) (به انگلیسی: USS Pargo (SSN-650)) یک زیردریایی بود که طول آن ۲۹۲ فوت (۸۹ متر) بود. این زیردریایی در سال ۱۹۶۶ ساخته شد.